# بوب نويورث
بوب نويورث (بالإنجليزية: Bob Neuwirth)‏ هو ملحن ورسام ومنتج أسطوانات ومغني ومغن مؤلف وشاعر أمريكي، ولد في 20 يونيو 1939 في آكرون في الولايات المتحدة.

## وصلات خارجية
- بوب نويورث على موقع IMDb (الإنجليزية)
- بوب نويورث على موقع ميوزك برينز (الإنجليزية)
- بوب نويورث على موقع أول موفي (الإنجليزية)
- بوب نويورث على موقع قاعدة بيانات الأفلام السويدية (السويدية)
- بوب نويورث على موقع أول ميوزيك (الإنجليزية)
- بوب نويورث على موقع ديسكوغز (الإنجليزية)
- بوب نويورث على موقع قاعدة بيانات الفيلم (الإنجليزية)
- بوب نويورث على موقع كينوبويسك (الروسية)